# Фаенца
Фае́нца (італ. Faenza) — місто та муніципалітет в Італії, у регіоні Емілія-Романья,  провінція Равенна. Розташоване на відстані близько 270 км на північ від Рима, 50 км на південний схід від Болоньї, 30 км на південний захід від Равенни. Населення — 58 621 особа (2014).
Місто є старовинним центром виробництва виробів із кераміки (звідки і пішла назва фаянс). Діє керамічна школа, міжнародний музей кераміки (заснований в 1908 році). Собор Сан-Петро (15 століття).

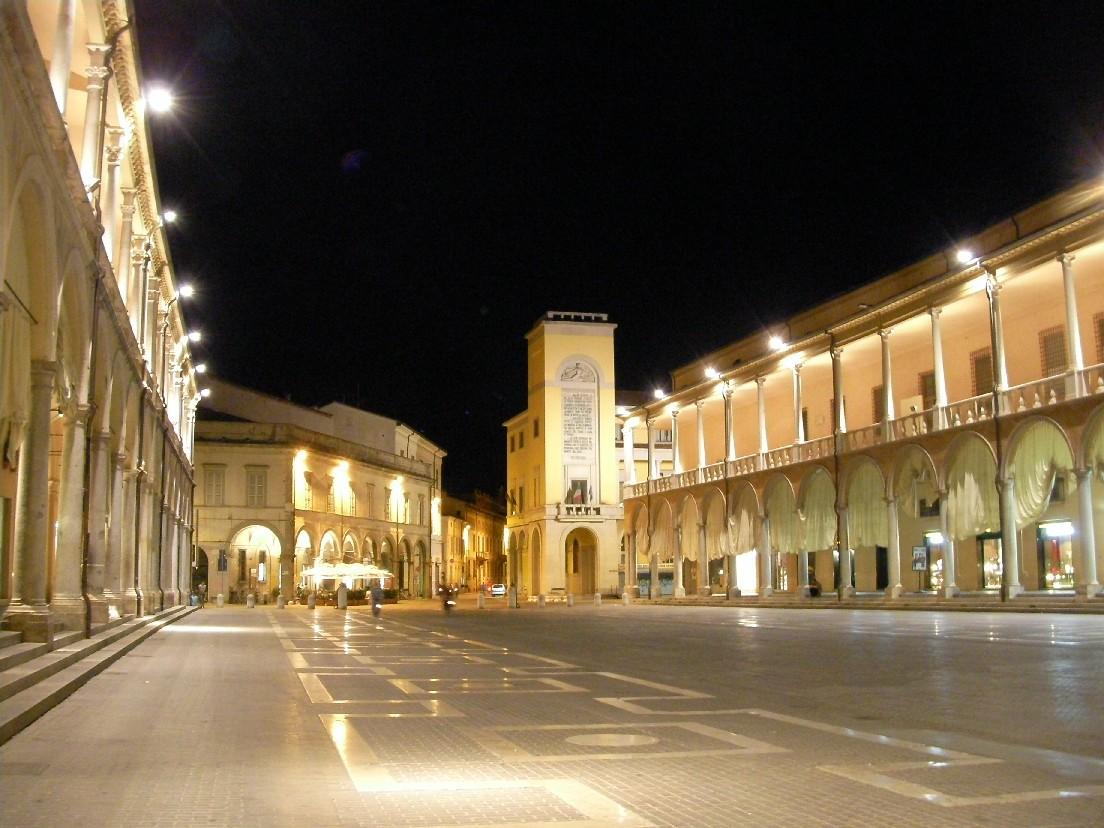

Щорічний фестиваль відбувається суботи precedente la другої неділі травня. Покровитель — Madonna delle Grazie.

## Демографія
Населення за роками:

Станом на 1 січня 2023 року в муніципалітеті офіційно проживало 7407 іноземців з 105 країн, серед них 1622 громадяни країн Євросоюзу та 393 громадяни України.

## Уродженці
- Бруно Нері (*1910 — †1944) — італійський футболіст, півзахисник. Учасник Руху Опору.
- Джакомо Нері (*1916 — †2010) — італійський футболіст, фланговий півзахисник, згодом — футбольний тренер.

## Сусідні муніципалітети
- Баньякавалло
- Бризігелла
- Кастель-Болоньєзе
- Котіньола
- Форлі
- Ріоло-Терме
- Руссі
- Солароло